# جائزة ماليزيا الكبرى 2004
جائزة ماليزيا الكبرى 2004 (بالإنجليزية: 2004 Malaysian Grand Prix)‏ هو سباق فورمولا 1 أقيم بتاريخ 21 مارس 2004 في حلبة سيبانغ الدولية، ماليزيا. كان الثاني من أصل 18 في بطولة العالم لسباقات الفورمولا واحد موسم 2004. حلّ الألماني مايكل شوماخر أولا بينما جاء الكولومبي خوان بابلو مونتويا في المركز الثاني وحصل على المركز الثالث جنسن باتون.